# Fivehead
Fivehead är en ort och civil parish i Storbritannien.   Den ligger i grevskapet Somerset och riksdelen England, i den södra delen av landet, 200 km väster om huvudstaden London. Fivehead ligger 37 meter över havet och antalet invånare är 609.
Terrängen runt Fivehead är platt. Runt Fivehead är det ganska tätbefolkat, med 160 invånare per kvadratkilometer. Närmaste större samhälle är Taunton, 12,8 km väster om Fivehead. Trakten runt Fivehead består till största delen av jordbruksmark.